# Giovanni Beccaria (Reformator)
Giovanni Beccaria oder Johannes Baccaria (* 1508 oder 1511 in Locarno; † 1580 in Chiavenna, damals in Graubünden, Schweiz, heute Veltlin, Italien) war ein Schweizer katholischer Priester, Lehrer und Reformator von Locarno und im Misox, Diakon und Katechet in Zürich und reformierter Pfarrer in Bondo im bündnerischen Bergell.

## Leben
Beccaria stammte aus einer wohlhabenden Mailänder Familie, die sich aus politischen Gründen in Locarno niedergelassen und das Bürgerrecht erhalten hatte. Die Ausbildung zum Priester erhielt er teilweise in Rom, wo er mit italienischen Humanisten in Kontakt kam, die auch über die Reformation im deutschsprachigen Raum informiert waren. 1535 kehrte er nach Locarno zurück, wo er ein Jahr später mit der Führung der Lateinschule im Kloster San Francesco betraut wurde, aber kein gewünschtes Priesteramt erhielt. 
Um 1539 erwachte Beccarias Interesse an der Bibel und an den Schriften der Reformation. Bald gab er den neu entdeckten evangelischen Glauben an seine Schüler und Interessierte weiter. Zu seinem engsten Kreis gehörten fünf junge Männer mit Namen Lodovico Ronco, Taddeo Duno, Martino Muralto, Giovanni Muralto und Luigi Orello, die ihn unterstützten, den neuen Glauben annahmen und weiterverbreiteten. Finanzielle Hilfe erhielt er auch durch den Glarner Landvogt Joachim Bäldi und theologische Unterstützung durch die Zürcher Reformatoren Konrad Pellikan und Heinrich Bullinger. 1547 schaffte er dann die tägliche Heilige Messe ab, was den Konflikt mit den katholischen Geistlichen öffentlich machte und somit verstärkte. 
Am 5. August 1549 nahmen Beccaria, Duno, Ronco, Martino und Giovanni Muralto an einer öffentlich geführten Glaubensdisputation im Landvogtschloss unter Vorsitz von Landvogt Wirz teil. Auf der katholischen Seite waren Fra Lorenzo, Andrea und Girolamo Camuzzi, Galeazzo Muralto und der Landschreiber von Lugano Hans Zumbrunnen beteiligt. Das „Gespräch“ wurde ohne Einigung abgebrochen, da die Evangelischen die von Fra Lorenzo verfassten Schlussreden anzunehmen oder zu verwerfen hatten. Beccaria wollte sie nur soweit annehmen, wie sie mit der Bibel übereinstimmen würden. Daraufhin wurde er vom katholischen Landvogt verhaftet, aber auf Druck der Bevölkerung bald wieder entlassen. Locarno musste er 1550 auf Druck der katholischen Orte und aus Sicherheitsgründen jedoch verlassen.
Beccaria zog zuerst ins Misox, dann durchs Bündnerland nach Glarus, wo er den ehemaligen Landvogt Joachim Bäldi aufsuchte. Er zog nach Zürich weiter, wo er mit Pellikan und Bullinger zusammentraf. Danach informierte er die reformierten Stände Bern, Basel und Schaffhausen über den Druck auf die Ecclesia Locarnensis, die neue evangelische Gemeinde Locarnos. Sie versprachen den reformierten Locarneser beizustehen. Er zog nach Roveredo und dann nach Mesocco im Misox, wo er als Lehrer, Prediger und Reformator wirken konnte. Teilweise schickten die Evangelischen Locarnos ihre Kinder in seinen Unterricht. 1555 zog er mit den ausgewiesenen Reformierten Locarnos durchs Bündnerland nach Chur, wo er mit dem Reformator Philipp Gallicius zusammentraf. Er führte die Exilanten nach Zürich weiter, wo er als deren Katechet, Diakon und Ältester tätig war. Zudem nahm er Schüler in sein Haus auf. Die angebotene Predigerstelle für Italienischsprachige nach einem zu bestehenden Examen in Zürich nahm er nicht an, weil er sich mit seiner mangelhafter Priesterausbildung den theologischen Anforderungen nicht gewachsen fühlte. Stattdessen wurde der gebildetere Bernardino Ochino als Pfarrer der italienischsprachigen Gemeinde in der Kirche St. Peter in Zürich berufen.
1559 nahm er seine Predigertätigkeit im Misox wieder auf. 1561 wurde er von dort aufgrund katholischer Interventionen im Rahmen der Gegenreformation verbannt. Die Stadt Chiavenna wurde nun zu seinem Zufluchtsort, aber er versuchte 1570 vergeblich, ins Misox zurückzukehren. Schliesslich ging er 1571 ins benachbarte Bergell, wo er reformierter Pfarrer in Bondo wurde.